# Кошарка за мушкарце на Летњим олимпијским играма 1980.
Кошаркашки турнир на Летњим олимпијским играма одржаним 1980. године је десети по реду званични кошаркашки турнир на Олимпијским играма. Турнир је одржан у Москви, СССР. На завршном турниру је учествовало укупно 12 репрезентација које су биле подељене у три групе од по четири репрезентације. Две првопласиране репрезентације из сваке групе су се пласирале у финалну рунду а треће и четврто пласиране репрезентације су играле у класификационој рунди за позиције од 6. до 12. места. У случају истог броја бодова репрезентација у групи редослед је одређивао међусобни сусрет. Одиграно је укупно 42 утакмице.
Због америчког бојкота игара у Москви, репрезентације Аустралије, Италије и Бразила су играле под олимпијском заставом.

## Југославија
Југославији је ово било шесто учешће на кошаркашком олимпијском турниру.
Југославија је играла у предтакмичењу у Б групи где је остварила све три победе. У Финалној фази Југославија је одиграла пет утакмица и свих пет утакмица је победила и први пут у историји освојила олимпијско злато. Једна од утакмица за памћење је била победа против репрезентације СССР, која је била владајући светски првак и домаћин игара, у продужетку. Кићановић и Славнић су чак имали времена да играју и одбојку и та сцена је дуго понављана у тадашњем телевизијском Спортском прегледу.
У финалној утакмици против репрезентације Италије дошло се сигурном игром и победа Југославије није ни једног тренутка довођена у питање, посебно у другом полувремену, а један од најбољих играча финала и уједно и најефикаснији играч, Драган Кићановић са 24 коша, био је повређен само шест секунди пре краја сусрета, због несмотреног старта Италијанског центра Менегина. После овог фаула настала је јурњава играча по терену, скакања по записничком столу, једном речју читава гужва, али се ситуација убрзо смирила и задњих шест секунди утакмице је приведено крају. Кићановић је уместо на победничко постоље морао у болницу, а његову медаљу примио је Зоран Славнић. Први тренер екипе био је Ранко Жеравица, а други тренер Мирко Новосел.
Репрезентација Југославије је на девет утакмица остварила девет победа. Југословенски репрезентативци су на девет утакмица постигли 920 кошева а примили 768. Просек постигнутих кошева Југославије је био 102,22 по утакмици према 85,33 примљених и укупна позитивна кош разлика од 134 кошева..

## Земље учеснице турнира
Свакој репрезентацији је омогућено да има највише 12 играча. На турниру је укупно било 144 играча који су представљали 12 репрезентација учесница. На кошаркашком турниру је одиграно укупно 42 утакмице.
| - Аустралија - Бразил - Шпанија - Италија - Индија - Југославија | - Куба - Пољска - Сенегал - Совјетски Савез - Чехословачка - Шведска |

## Резултати

### Група A
- Утакмице су игране на Олимпијском стадиону у Московској арени.

| Репрезентација  | Бод. | Поб. | Изг. | К+  | К-  | КР   |
| --------------- | ---- | ---- | ---- | --- | --- | ---- |
| Совјетски Савез | 6    | 3    | 0    | 321 | 235 | +86  |
| Бразил          | 5    | 2    | 1    | 297 | 235 | +62  |
| Чехословачка    | 4    | 1    | 2    | 285 | 236 | +49  |
| Индија          | 3    | 0    | 3    | 194 | 391 | -197 |

| 20. јул      |        |              |
| Бразил       | 72–70  | Чехословачка |
| Индија       | 65–121 | СССР         |
| 21. јул      |        |              |
| Чехословачка | 133–65 | Индија       |
| Бразил       | 88–101 | СССР         |
| 23. јул      |        |              |
| Бразил       | 137–64 | Индија       |
| СССР         | 99–82  | Чехословачка |

### Група Б
- Утакмице су игране на Олимпијском стадиону у Московској арени.

| Репрезентација | Бод. | Поб. | Изг. | К+  | К-  | КР  |
| -------------- | ---- | ---- | ---- | --- | --- | --- |
| Југославија    | 6    | 3    | 0    | 328 | 249 | +79 |
| Шпанија        | 5    | 2    | 1    | 286 | 241 | +45 |
| Пољска         | 4    | 1    | 2    | 256 | 294 | -38 |
| Сенегал        | 3    | 0    | 3    | 196 | 282 | -86 |

| 21. јул     |        |             |
| Сенегал     | 67–104 | Југославија |
| Пољска      | 81–104 | Шпанија     |
| 22. јул     |        |             |
| Сенегал     | 65–94  | Шпанија     |
| Југославија | 129–91 | Пољска      |
| 23. јул     |        |             |
| Сенегал     | 64–84  | Пољска      |
| Шпанија     | 91–95  | Југославија |

### Група Ц
- Утакмице су игране на Спортској хали ЦСКА у Москви.

| Репрезентација | Бод. | Поб. | Изг. | К+  | К-  | КР  | Први тајбрејкер Класификација за тимове са истом бројем бодова | Други тајбрејкер Просек кошева за тимове са истом бројем бодова | Трећи тајбрејкер Просек кошева за све репрезентације |
| -------------- | ---- | ---- | ---- | --- | --- | --- | -------------------------------------------------------------- | --------------------------------------------------------------- | ---------------------------------------------------- |
| Италија        | 5    | 2    | 1    | 248 | 233 | +15 | 1П-1И                                                          | 1.000                                                           | 1.064                                                |
| Куба           | 5    | 2    | 1    | 226 | 214 | +12 | 1П-1И                                                          | 1.000                                                           | 1.056                                                |
| Аустралија     | 5    | 2    | 1    | 224 | 215 | +9  | 1П-1И                                                          | 1.000                                                           | 1.042                                                |
| Шведска        | 3    | 0    | 3    | 191 | 227 | -36 |                                                                |                                                                 |                                                      |

| 20. јул    |       |            |
| Италија    | 92–77 | Шведска    |
| Куба       | 83–76 | Аустралија |
| 21. јул    |       |            |
| Шведска    | 59–71 | Куба       |
| Италија    | 77–84 | Аустралија |
| 23. јул    |       |            |
| Аустралија | 64–55 | Шведска    |
| Италија    | 79–72 | Куба       |

### Класификационе утакмице од 9. до 12. места
- Утакмице су игране на Спортској хали ЦСКА у Москви.

| Репрезентација | Бод. | Поб. | Изг. | К+  | К-  | КР   | Први тајбрејкер Класификација за тимове са истом бројем бодова |
| -------------- | ---- | ---- | ---- | --- | --- | ---- | -------------------------------------------------------------- |
| Пољска         | 9    | 4    | 1    | 453 | 359 | +94  | 101-74                                                         |
| Аустралија     | 9    | 4    | 1    | 417 | 381 | +36  | 74-101                                                         |
| Чехословачка   | 8    | 3    | 2    | 474 | 377 | +97  | 83-61                                                          |
| Шведска        | 8    | 3    | 2    | 375 | 341 | +34  | 61-83                                                          |
| Сенегал        | 6    | 1    | 4    | 345 | 396 | -51  |                                                                |
| Индија         | 5    | 0    | 5    | 329 | 539 | -210 |                                                                |

| 25. јул      |        |              |
| Пољска       | 113–67 | Индија       |
| Шведска      | 70–64  | Сенегал      |
| Аустралија   | 91–86  | Чехословачка |
| 26. јул      |        |              |
| Сенегал      | 81–59  | Индија       |
| Шведска      | 61–83  | Чехословачка |
| Аустралија   | 74–101 | Пољска       |
| 27. јул      |        |              |
| Шведска      | 119–63 | Индија       |
| Сенегал      | 64–95  | Аустралија   |
| Чехословачка | 84–88  | Пољска       |
| 28. јул      |        |              |
| Индија       | 75–93  | Аустралија   |
| Чехословачка | 88–72  | Сенегал      |
| Шведска      | 70–67  | Пољска       |

### Финална фаза
- Утакмице су игране на Олимпијском стадиону у Московској арени.

| Репрезентација  | Бод. | Поб. | Изг. | К+  | К-  | КР  | Први тајбрејкер Класификација за тимове са истом бројем бодова |
| --------------- | ---- | ---- | ---- | --- | --- | --- | -------------------------------------------------------------- |
| Југославија     | 10   | 5    | 0    | 506 | 442 | 64  |                                                                |
| Италија         | 8    | 3    | 2    | 419 | 438 | -19 | 87-85                                                          |
| Совјетски Савез | 8    | 3    | 2    | 505 | 468 | 37  | 85-87                                                          |
| Шпанија         | 7    | 2    | 3    | 488 | 485 | 3   | 110-81                                                         |
| Бразил          | 7    | 2    | 3    | 448 | 477 | -29 | 81-110                                                         |
| Куба            | 5    | 0    | 5    | 434 | 490 | -56 |                                                                |

| 25. јул     |         |             |
| Бразил      | 94–93   | Куба        |
| СССР        | 119–102 | Шпанија     |
| Југославија | 102–81  | Италија     |
| 26. јул     |         |             |
| Шпанија     | 110–81  | Бразил      |
| Куба        | 84–112  | Југославија |
| СССР        | 85–87   | Италија     |
| 27. јул     |         |             |
| Куба        | 95–96   | Шпанија     |
| СССР        | 91–101  | Југославија |
| Италија     | 77–90   | Бразил      |
| 29. јул     |         |             |
| Шпанија     | 89–95   | Италија     |
| СССР        | 109–90  | Куба        |
| Бразил      | 95–96   | Југославија |

### Утакмица за треће место
| Датум   | Репрезентација  | Резултат | Репрезентација |
| ------- | --------------- | -------- | -------------- |
| 30. јул | Совјетски Савез | 117-94   | Шпанија        |

### Финале
| Датум   | Репрезентација | Резултат | Репрезентација |
| ------- | -------------- | -------- | -------------- |
| 30. јул | Југославија    | 86-77    | Италија        |

## Медаље
| · 2. место · Италија · | · Олимпијски шампион · Југославија · 1. титула | · 3. место · Совјетски Савез · |

### Финална табела
| Поз.   | Репрезентација  |
| ------ | --------------- |
| Злато  | Југославија     |
| Сребро | Италија         |
| Бронза | Совјетски Савез |
| 4.     | Шпанија         |
| 5.     | Бразил          |
| 6.     | Куба            |
| 7.     | Пољска          |
| 8.     | Аустралија      |
| 9.     | Чехословачка    |
| 10.    | Шведска         |
| 11.    | Сенегал         |
| 12.    | Индија          |